# Malánky
Malánky (deutsch Malanken, auch Malanky) ist eine Grundsiedlungseinheit der Stadt Hlučín (Hultschin) in Tschechien. Sie liegt drei Kilometer südöstlich des Stadtzentrums von Hlučín und gehört zum Okres Opava.

## Geographie
Malánky befindet sich auf einer Kuppe in den Ausläufern der Vítkovská vrchovina (Wigstadtler Berge). Südlich erhebt sich der Hřib (Pilz; 321 m. n.m.). Gegen Südosten erstreckt sich der Ludgeřovický les (Ludgerstaler Wald).
Nachbarorte sind Staré Rovniny (Rownin) im Norden, Vrablovec (Wrablowetz) und Ludgeřovice (Ludgerstal) im Nordosten, Nový Dvůr (Neuhof) und Petřkovice (Petershofen) im Osten, Lhotka (Ellguth-Hultschin) im Südosten, Bobrovníky (Bobrownik) im Süden, Děhylov (Dielhau) im Südwesten, Vinná Hora (Weinberg) im Westen sowie Jasénky (Jassenka) im Nordwesten.

## Geschichte
Malanken entstand wahrscheinlich im zweiten Drittel des 19. Jahrhunderts an einer Wegegabelung unterhalb von Bobrownik. In der Beschreibung der preußischen Provinz Schlesien von 1830 fand der Ort noch keine Erwähnung. Im Jahre 1845 wurde Malanken als zu Bobrownik im Kreis Ratibor konskribierte Häusergruppe mit herrlicher Aussicht nach Österreichisch-Schlesien beschrieben. Zusammen mit Bobrownik wurde Malanken 1847 von Salomon Meyer von Rothschild erworben und wieder mit der Grundherrschaft Hultschin vereinigt. Im Jahre 1864 wurde Malanken als Einschicht der Gemeinde Bobrownik bezeichnet. Zu dieser Zeit erfolgte eine Erweiterung der Siedlung nach Norden auf die Fluren der Stadt Hultschin; 1869 wurde Malanka als zur Stadt gehörige Kolonie erwähnt. 1885 lebten in der Kolonie 19 Personen. Im Jahre 1900 hatte die Kolonie Malanky 111 Einwohner, 1910 waren es 108. Nach der 1911 erfolgten Fusion der Landgemeinde Langendorf mit der Stadtgemeinde Hultschin wurden auch die zur Stadt gehörigen Kolonien nicht mehr als Ortsteile betrachtet.
Aufgrund des Versailler Vertrages von 1919 wurde das Hultschiner Ländchen 1920 der Tschechoslowakei zugeschlagen und daraus der Okres Hlučín gebildet. Beim Zensus von 1921 wurde Malánky als eine zwischen den Gemeinden Hlučín und Bobrovníky geteilte Kolonie ohne Ortsteilcharakter erfasst. Der zu Bobrovníky gehörige Anteil verschmolz in dieser Zeit mit Bobrovníky zu einer Einheit.
Nach dem Münchener Abkommen vom 29. September 1938 wurde Malanken zusammen mit dem Hultschiner Ländchen vom Deutschen Reich besetzt. Die Kolonie gehörte nunmehr zum Landkreis Hultschin, der 1939 dem Landkreis Ratibor in der preußischen Provinz Schlesien eingegliedert wurde. 
Nach dem Ende des Zweiten Weltkriegs kam Malánky wieder an die Tschechoslowakei zurück. Im Zuge der Gebietsreform von 1960 erhielt der Hlučíner Anteil wieder den Status eines Ortsteils, der bis 1980 bestand. 1991 hatte Malánky 189 Einwohner, im Jahre 2001 waren es 186.

## Ortsgliederung
Die Grundsiedlungseinheit Malánky gehört zum Ortsteil Hlučín und ist auch Teil des Katastralbezirks Hlučín.

## Sehenswürdigkeiten
- Hřib (Pilz; 321 m. n.m.), höchste Erhebung des Hultschiner Ländchens